# エフエムやつしろ
株式会社エフエムやつしろは、熊本県八代市の一部地域を放送区域として超短波放送（FM放送）を行う特定地上基幹放送事業者である。
かっぱFMまたはKappa FMの愛称でコミュニティ放送を営んでいる。

## 概要
1997年（平成9年）10月に、県内2局目のコミュニティ放送局として開局した。愛称は市内に河童伝説があることから名づけられた。
日曜も含め24時間放送で、自社制作番組以外は、ミュージックバードの番組などを放送している。
2012年（平成24年）10月1日、JCBAインターネットサイマルラジオに参加。インターネットでの聴取が可能となる。

## 主な番組
- おはよう765（月 - 金 8:00 - 11:00）
- ワイワイ編集局（月 - 金 11:00 - 13:00）ニュース、天気予報。様様な話題でパーソナリティがトークする。誕生日を祝うコーナーが人気。
- かっぱのOH!ちゃちゃ（月 - 金 13:00 - 14:45）パーソナリティのトーク。一般の市民をコメンテーターとして迎える。月曜日に元気な八代人を迎える「八代のがまだしもん」というコーナーがある。火曜日はゆめタウン八代から公開生放送。
- サンセットRADIO765（月 - 金 17:00 - 19:00）